# JNG-90
Das JNG-90, auch „Bora“ genannt, ist ein türkisches Scharfschützengewehr der Firma Makina ve Kimya Endüstrisi Kurumu (MKEK).

## Entwicklungsgeschichte
Entwickelt wurde das JNG-90 von MKEK in den Jahren 2004 bis 2008. Der Öffentlichkeit vorgestellt wurde es 2007 im Rahmen der International Defence Industry Fair (IDEF) in Ankara.

## Beschreibung
Das JNG-90 verfügt über einen freischwingenden Lauf, eine Mündungsbremse, einen Kammerverschluss, ein Aluminiumgehäuse, ein Polymer-Griffstück, ein Zweibein, ein herausnehmbares 10 Patronen fassendes Magazin, sowie eine voll verstellbare Schulterstütze.
Es kann mittels integrierten Picatinny- oder NATO-Schienen Erweiterungen wie Nachtsichtvisier, Taktisches Licht, Laserzielhilfe, Handgriff oder Ähnliches aufnehmen.
Die effektive Reichweite beträgt bis zu 1200 Meter.

## Verwendung
- Türkei: Türkische Streitkräfte
- Aserbaidschan[3]
- Turkmenistan[4]
- Saudi-Arabien[4]